# مجرای شیر

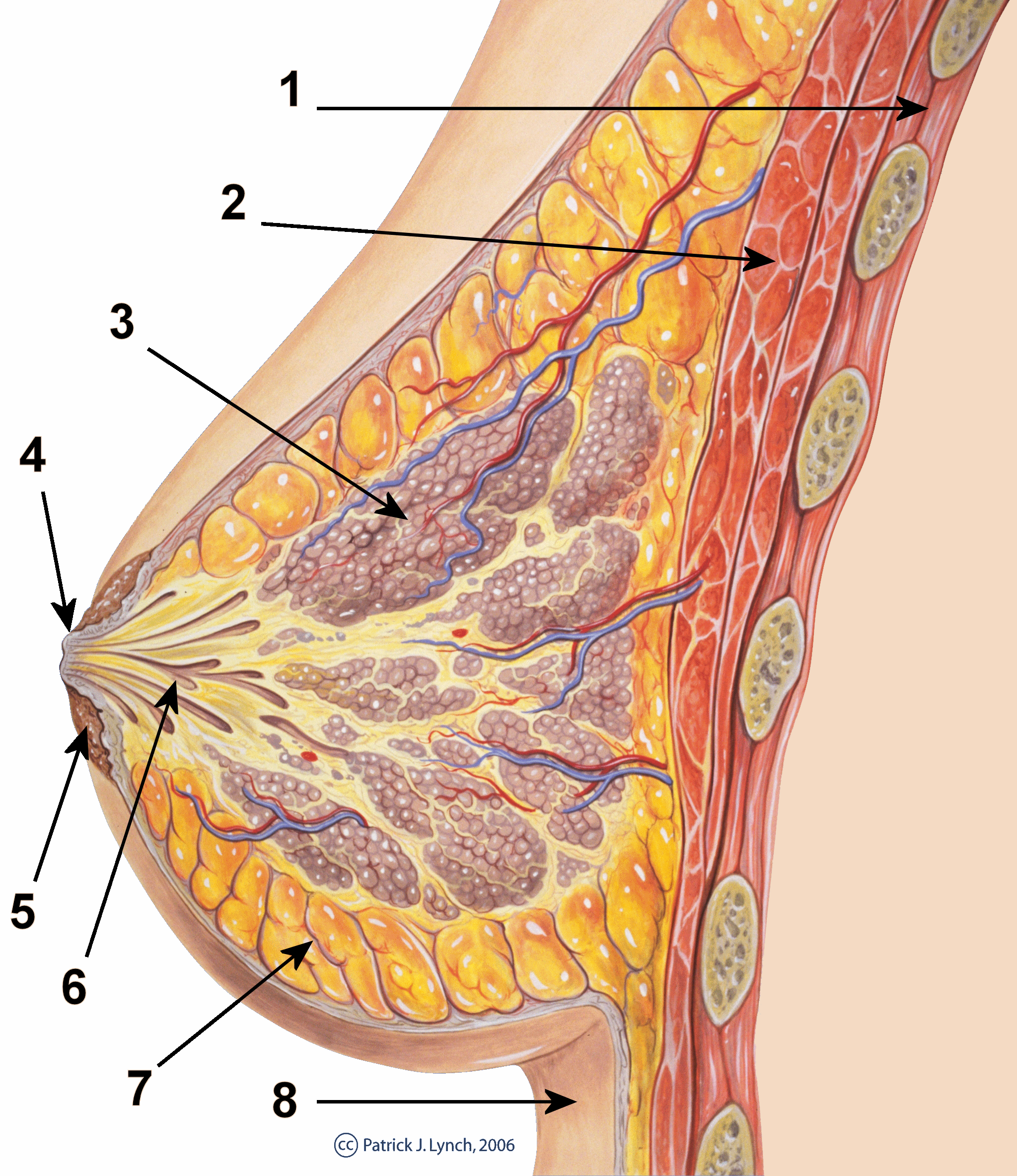
پستان: طرح مقطع از پستان. ۱. قفسه سینه ۲. ماهیچه پکتورالیس ۳. لوبول‌ها ۴. نوک پستان ۵. هاله دور پستان ۶. مجرای شیر ۷. بافت چربی ۸. پوست

مجرای شیر یک سیستم شاخه درختی است و اتصال لوبول‌ها در غده پستانی به نوک پستان را تشکیل می‌دهد. این مجراها ساختارهای حمل شیر به سمت نوک پستان در زنان شیرده است.

## ساختار
مجرای شیر توسط اپیتلیوم ستونی و توسط سلول‌های میواپیتلیال تشکیل شده‌است. در زنانی که شیرده نیستند، مجرای شیر اغلب با پلاگین کراتین مسدود می‌شود تا از ورود باکتری‌ها به پستان در زنان غیر شیرده جلوگیری کند.

## عملکرد
اپیتلیوم ستونی نقش کلیدی در ایجاد توازن تولید شیر، تعادل شیر و جذب دوبارهٔ آن دارد. سلول‌های اپیتلیوم ستونی اتصالات محکمی را که توسط هورمون‌ها و عوامل داخلی مانند فشار و محتوای کازئین تنظیم می‌شوند را تشکیل می‌دهند. پرولاکتین یا لاکتینوژن جفت جهت بستن محل اتصالات تنگ مورد نیاز است در حالی که پروژسترون هورمون اصلی جلوگیری از بسته شدن مجرای شیر قبل از تولد است.

## بیماری‌ها
اکثر بیماری‌های پستان یا از مجرای شیر سرچشمه می‌گیرند یا به آن مرتبط هستند. حساسیت بالا به بیماری خوش‌خیم و بدخیم نتیجهٔ تحریک هورمون رشد، گردش سلولی بالا و تجمع نقص و تعادل هورمونی پیچیده نتیجهٔ قاعدگی است . [نیازمند منبع]
1. بیشتر سرطان‌های پستان از اپیتلیوم مجرا به وجود می‌آیند.
2. فیلودس تومور و مجرای داخلی پاپیلومای پستان
3. درد پستان اغلب به دلیل عدم تعادل ترشح پستان در لوبول و جذب مجرای شیر
4. ورم غیر پورپرال پستان اغلب با یک عفونت ایجاد شده
5. گشاد شدن مجرای شیر
6. آبسه زیر نوک پستانی و متاپلازی اسکواموس از مجاری شیر
7. بسیاری از مشکلات و تغییرات فیبروکیستیک پستان و کیست‌ها از مجرای شیر سرچشمه می‌گیرند